# توم كارلسون
توم كارلسون (بالإنجليزية: Tom Carlson)‏ هو سياسي أمريكي، ولد في 9 ديسمبر 1941 في هولدريج في الولايات المتحدة. حزبياً، نشط في الحزب الجمهوري.